# Samy Baghdadi
Samy Baghdadi, né le 11 juillet 1997 à Grasse en France, est un footballeur français qui joue au poste d'attaquant au Valenciennes FC.

## Biographie

### ES Cannet Rocheville (2016 - 2017)
En 2016, après une formation dans des clubs amateurs de sa région, la carrière du joueur débute au sein de l'ES Cannet Rocheville, alors en CFA 2.

### AS Saint-Étienne (2017 - 2020)
En 2017, par l'intermédiaire de Christian Lopez, ancien joueur de l'AS Saint-Étienne et alors directeur sportif de l'ES Cannet Rocheville, le joueur s'engage avec les verts grâce à un partenariat entre les deux clubs et signe donc le premier contrat professionnel de sa carrière.
Un an plus tard, il prolonge avec l'ASSE pour les deux saisons supplémentaires.

### RC Grasse (2020 - 2021)
En janvier 2020, le joueur signe avec le club de sa ville natal, le RC Grasse, après une rupture de contrat avec son ancien club suite à une blessure au genou et une concurrence accrue au sein de l'effectif des verts.

### Fortuna Sittard (2021 - 2022)
En 2021, après une période d'essai concluante, il s'engage pour deux ans avec le Fortuna Sittard aux Pays-Bas, alors en Eredivisie, avec une option pour une troisième saison.

### USL Dunkerque (2022 - 2024)
À la suite de sa première saison hors de la France, le joueur retourne dans son pays pour s'engager avec l'USL Dunkerque, alors en National 1.
En mars 2024, après un retour de blessure, il permet à son club de sortir de la zone de relégation en Ligue 2 face au Pau FC en inscrivant l'unique but de la rencontre.

### FC Versailles 78 (depuis 2024)
En fin de contrat avec son ancien club lors de l'été 2024, le joueur signe un contrat de deux saisons avec FC Versailles 78, club de National 1,,,.

## Palmarès
| AS Saint-Étienne rés. (1) :    | USL Dunkerque                       |
| ------------------------------ | ----------------------------------- |
| - National 3 - Champion : 2018 | - National 1 - Vice-champion : 2023 |